# キア・ヴェンガ
ヴェンガ (VENGA)は、韓国の起亜自動車が製造・販売していたトールワゴン型の自動車である。

## 概要
2009年秋のフランクフルトモーターショーにて発表され、同年11月から生産が開始された。同年春のジュネーヴモーターショーで出展されたNo.3コンセプトの市販モデルにあたる。スタイリングはフランクフルトのヨーロッパデザインチームによって手がけられ、キアの新しいトレードマークであるタイガーノーズグリルも採用されている。ヴェンガはドイツのiFデザイン賞とレッド・ドット・デザイン賞を相次いで受賞している。
2010年9月にはパリモーターショーにて姉妹車のヒュンダイ・ix20が発表され、翌10月から生産が開始された。
エンジンはガソリンがガンマエンジン（1.4L、1.6L）、ディーゼルがU2エンジン（1.4L CRDiと1.6L CRDiが2種類ずつ）を採用している。トランスミッションは5速MTと新開発の6速MT、それに4速ATが用意される。プラットフォームをキア・ソウルと共有しており、サスペンションはフロントがマクファーソンストラット式、リアがツイストビーム式となる。
このほか、EV化したコンセプトモデルが2010年のジュネーヴモーターショーで出展されている。
ヴェンガ/ix20の生産は当初現代自動車のチェコ・ノショヴィツェ工場にて行われていたが、ヴェンガについては2011年10月に起亜自動車のスロバキア・ジリナ工場に移管された。

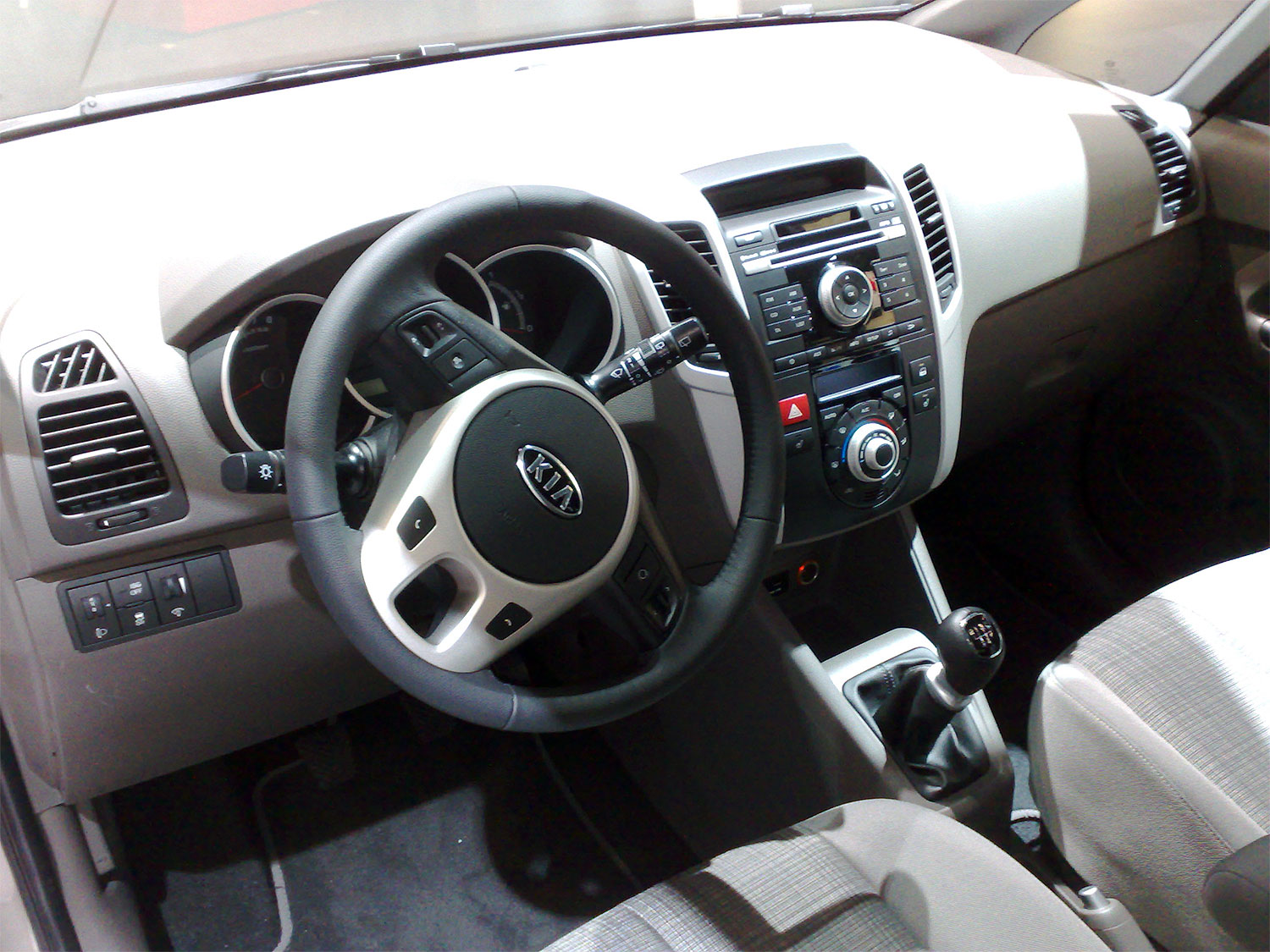
キア・ヴェンガ（インテリア）